# Electra 2000
Electra 2000 è il secondo disco in studio della band di rock alternativo statunitense Hum, pubblicato indipendentemente, nonché il primo album della formazione definitiva del gruppo. 
Grazie alla iniziale distribuzione, quest'album attirò l'attenzione di un rappresentante della RCA Records, che, dopo aver ascoltato il disco e sentito la band dal vivo, valse al gruppo un contratto discografico con la stessa, firmato nel 1994.

## Registrazione e pubblicazione
L'album viene registrato e prodotto da Brad Wood (che aveva già prodotto per gli Hum l'EP Hello Kitty) nel suo studio, Idful, a Chicago.
La prima edizione dell'album viene pubblicata dalla 12 Inch Records, etichetta di due dei membri dei Poster Children, limitatamente a 1000 copie, con il nome del gruppo nero con bordo bianco. Questa edizione conteneva una traccia segreta, Monty Python Organ Grinder, una traccia strumentale dei Monty Python (più precisamente una traccia direttamente presa dal film Monty Python e il Sacro Graal, successivamente rimossa). La seconda edizione rimane invariata, ma con un cambio del colore del logo dal gruppo, da nero a rosso. La terza edizione viene pubblicata nel 1997 dalla Martians Go Home, attraverso la Parasol Records, con un lettering bronzo, e l'inclusione della traccia Diffuse come pezzo finale. Quest'ultima era stata registrata durante le sessione di registrazione dell'album, ma era stata pubblicata precedentemente solo in una compilation della Lotuspool Records, Feast Of The Sybarites: A Collection Of Lotuspudlians.
Un video musicale è stato realizzato per la prima traccia, Iron Clad Lou.

## Stile
Lo stile del disco, grazie anche alla rinnovata formazione, cambia sonorità rispetto a quelle vicine al punk del disco precedente, e si incasella più chiaramente nelle atmosfere post-hardcore, alt-metal e shoegaze che caratterizzeranno tutta la discografia degli Hum a venire, con un approccio dinamico più articolato tra momenti a basso e alto volume e una batteria molto insistente, chitarre e basso a tratti più incisivi e a tratti più dolci e atmosferici e una linea vocale a tratti sporca e a tratti più semplice e incassata negli strumenti.

## Critica
In una recensione retrospettiva, Tiny Mix Tapes parla di Electra 2000 come "l'album più pesante e implacabile del gruppo" e il loro "apice più furioso e catartico"
AllMusic lo definisce come "un po' un flop", criticando la registrazione della voce e le scelte dinamiche della batteria, che vanno a inficiare su un disco con del "discreto materiale", mentre Trouser Press lo definisce "rinvigorentemente forte, ma genericamente ovvio nel suo attacco: semplici melodie scalciate con un ritmo sostenuto e coperte da una frizzante e sensuale aggressione chitarristica.". 

## Film
La traccia numero 1, Iron Clad Lou, è presente nella colonna sonora del film-documentario sullo snowboard The Art of Flight.

## Tracce
Tutte le tracce sono state scritte dagli Hum.
Versione originale
1. Iron Clad Lou – 5:51
2. Pinch & Roll – 3:26
3. Shovel – 4:30
4. Pewter – 4:09
5. Scraper – 3:20
6. Firehead – 3:30
7. Sundress – 3:57
8. Double Dip – 5:16
9. Winder – 14:18

Winder dura 5:44, ma, nella versione originale, ha alla fine una traccia nascosta, Monty Python Organ Grinder, che inizia a 6:08. Questa traccia è stata omessa nelle versioni successive.
Riedizione del 1997
1. Diffuse – 4:34

## Formazione
Hum
- Jeff Dimpsey – basso
- Tim Lash – chitarra solista
- Bryan St. Pere – batteria
- Matt Talbott – chitarra ritmica, voce

Personale tecnico
- Andy Hodge – artwork
- Mike Starcevich – fotografia
- Brad Wood – ingegnere del suono, missaggio, produzione